# Baureither Bach
Der Baureither Bach, auch Baureitherbach oder Schinterbach (ugs.), ist ein Bach in der Gemeinde Aigen-Schlägl in Oberösterreich. Er ist ein Zufluss der Großen Mühl.

## Geographie

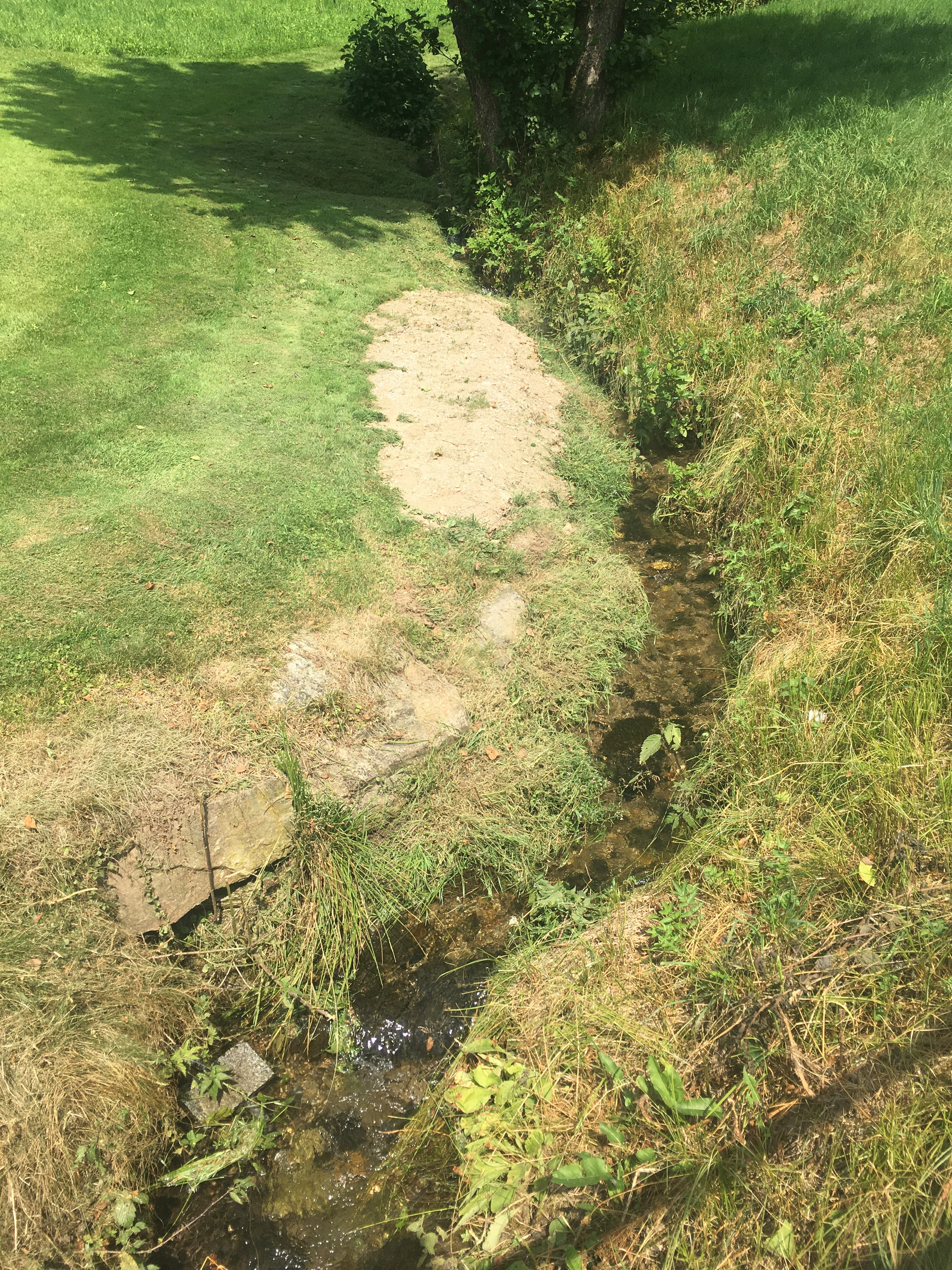
Der Baureither Bach bei Baureith

Der Bach entspringt auf einer Höhe von 631 m ü. A. Er weist eine Länge von 2,85 km auf. Er mündet auf einer Höhe von 528 m ü. A. linksseitig in die Große Mühl. In seinem 4,21 km² großen Einzugsgebiet liegen die Siedlungen Baureith, Oberhaag und Unterhaag sowie ein Teil der Ortschaft Wurmbrand.
Der Jakobsweg Oberes Mühlviertel quert den Bach zwischen den Siedlungen Baureith und Wurmbrand. In diesem Bereich ist der Bach teilweise verrohrt.

## Umwelt
Im Bach leben Edelkrebse (Astacus astacus), die vermutlich aus den Teichen beim Stift Schlägl eingewandert sind oder von dort eingeschwemmt wurden. Bis in die späten 1970er Jahre waren Bachforellen heimisch, welche vor allem durch die landschaftlichen Veränderungen im Zuge der Grundzusammenlegung (Drainagierungen, Begradigungen, teilweise Verrohrung) in die Große Mühl abwanderten. Der Baureither Bach ist Teil der 22.302 Hektar großen Important Bird Area Böhmerwald und Mühltal. Im Oberlauf sowie kurz vor dem Mündung gehört er zum Europaschutzgebiet Böhmerwald-Mühltäler.